# Die Tunisreise
Die Tunisreise es una película del año 2007.

## Sinopsis
Este documental une dos trayectorias artísticas de épocas distintas. La primera es la de Paul Klee, cuyo viaje a Túnez en 1914 marcó considerablemente su obra. La segunda es la del cineasta y pintor tunecino Nacer Khemir, que se inspira en la obra de Klee. La película representa un acercamiento entre las posibilidades ofrecidas por la imagen y la revelación de lo que une a ambos artistas. Nacer Khemir emprende, casi cien años después, el mismo periplo que Klee, mostrando el pasado, la historia y la cultura de su país.